# Shlomtzión
Shlomtzión fue un partido político en Israel. Fundado por Ariel Sharón en 1977 antes de las elecciones de ese año, se fusionó con Likud, inmediatamente después de que comenzara su mandato en la Knéset.

## Historia
Durante la década de 1940 y durante la década de 1950, Sharón era seguidor  del Mapai, el partido de izquierda dominante en Israel y el predecesor del Partido Laborista. Sin embargo, jugó un papel decisivo en el establecimiento del Likud en julio de 1973, mediante la unión de todos los partidos de derecha en el país. Sharón fue elegido miembro de la Knéset en las elecciones de diciembre de 1973 en la lista de Likud, pero se retiró de la Knéset poco menos de un año después.
Desde junio de 1975 hasta marzo de 1976, Sharón tuvo un cargo de asesor de seguridad en el gobierno presidido entonces por Yitzhak Rabin. Sin embargo,  con las elecciones de 1977 avecinándose, Sharón trató de volver al Likud y reemplazar a Menájem Beguín a la cabeza del partido. Sugirió a  Simkha Erlikh, quién encabezó el bloque del partido liberal en el Likud, que era según Sharón el más apropiado para conseguir una victoria electoral, pero fue rechazado. Después de esto Sharón trató de unirse a otros partidos pero fue rechazado.
Después de esto, Sharón recurrió a la formación de su propio partido ,Shlomtzion. El nuevo partido obtuvo dos escaños en las elecciones, formado por Sharón e Yitzhak Yitzhaky. Sin embargo, el partido dejó de existir cuando se fusionó con el Likud, el 5 de julio de 1977 y Sharón fue nombrado ministro de agricultura. En 1980 Yitzhaky se separó del Likud para formar su propio partido, Israel Echad.
| Año  | Líder        | Votos       | %              | Resultado | Gob       |
| ---- | ------------ | ----------- | -------------- | --------- | --------- |
| 1977 | Ariel Sharon | 33.947 (#7) | \| \| 1,9 % \| | 2/120     | Oposición |
|      | 1,9 %        |             |                |           |           |

- Datos: Q2890644